# Hans Ebner (Ingenieur)
Hans Ebner (* 21. Juni 1900 in Breslau; † 24. April 1977 in Aachen) war ein deutscher Bauingenieur.

## Leben
Ebner studierte von 1919 bis 1924 Bauingenieurwesen an der TH Aachen unter anderem bei Erich Trefftz und Theodore von Kármán. Er arbeitete im Ingenieurbüro J. Pirlet und ab 1924 im Flugzeugbau (Luftfahrtgesellschaft Stralsund, Rohrbach Metallflugzeugbau). Danach war Ebner wieder in einem Ingenieurbüro der Bautechnik (von Gerhard Mensch in Berlin), bevor er 1927 als wissenschaftlicher Mitarbeiter zur Deutschen Versuchsanstalt für Luftfahrt (DVL) in Berlin-Adlershof ging, wo er bis 1937 blieb.
Ebner war Abteilungsleiter für Festigkeit und Leiter des Instituts für Seeflugwesen und befasste sich mit der Statik von Flugzeugen und Luftschiffen. Im Jahr 1929 wurde er an der TH Berlin-Charlottenburg über dreidimensionale Fachwerke für Flugzeuge promoviert (Zur Berechnung räumlicher Fachwerke im Flugzeugbau: Flechtwerke mit überzähligen rechteckigen Querwänden). 1937/38 entwickelte er mit Hermann Köller die Schubfeldtheorie, die wesentliche Ideen der späteren Finite Elemente Methode in der Baustatik vorwegnahm.
Von 1946 bis 1953 war Ebner selbständiger Ingenieur, wobei er sich insbesondere mit Messtechnik an Bauwerken befasste und Messgeräte entwickelte und baute. Anschließend war er von 1955 bis zur Emeritierung 1968 ordentlicher Professor für Leichtbau an der RWTH Aachen und Gründer des Instituts für Leichtbau an der RWTH Aachen.
Ebner war korrespondierendes Mitglied der Deutschen Akademie der Luftfahrtforschung und Associate Fellow des Institute of the Aeronautical Sciences in New York. Er gehörte auch dem Verein Deutscher Ingenieure (VDI) an. Er erhielt den Preis der Lilienthal-Gesellschaft für Luftfahrtforschung für die Untersuchungen zur Schalenfestigkeit.

## Schriften
- Zur Berechnung räumlicher Fachwerke im Flugzeugbau : Flechtwerke mit überzähligen rechteckigen Querwänden, Jahrbuch der DVL 1929 (= Dissertation)
- The present status of airship construction, especially of airship-framing construction, Washington D.C., National Advisory Committee for Aeronautics, 1938
- Konstruktive Probleme der ozeanographischen Forschung, Arbeitsgemeinschaft für Forschung des Landes Nordrhein-Westfalen, Köln, Westdeutscher Verlag 1951
- Statische Berechnung von Tankdachgespärren, Düsseldorf, Wasserrohrkessel Verband, G.W.K.Verband 1952
- Dehnungsmessungen an einem Kugelgasbehälter in Köln-Mulheim, Technische Mitteilungen aus dem Dampfkessel-, Behälter- und Rohrleitungsbau,. Düsseldorf, G.W.K.Verband 1957
- mit Hans Ruscheweyh: Windlasten an hyperbolischen Kühlturmschalen, Forschungsberichte des Landes Nordrhein-Westfalen, 1974
- mit Helmut Domke: Grundlagen zum Entwurf von Plattformen und Behältern für die Meerestechnik. Probleme bei der Verwendung von Kunststoffen für tragende Konstruktionen,  Rheinisch-Westfälische Akademie der Wissenschaften, Natur-, Ingenieur- und Wirtschaftswissenschaften Vorträge 251, Wiesbaden: VS Verlag für Sozialwissenschaften 1975